# Temple protestant d'Alès
Le temple protestant d'Alès est un lieu de culte situé place du temple à Alès dans le Gard. Deux unions d'Églises se partagent le temple : l'Église protestante unie de France et l'Union nationale des Églises protestantes réformées évangéliques de France.

## Histoire

### De la Réforme à la Révocation
En 1530, les idées neuves de la Réforme protestante arrivent à Alès. Le baron Louis de Cambis ainsi qu'un grand nombre de nobles et de bourgeois de la ville se rangent du côté réformé. En 1545, pendant les guerres de Religion, Alès est un bastion huguenot. La cathédrale Saint-Jean-Baptiste d'Alès est transformée en temple protestant. En 1553, la paix d'Amboise permet aux protestants de construire leur lieu de culte.
Le premier temple est construit en 1577. Il peut contenir de 5 à 6 000 fidèles. En 1629, Louis XIII et Richelieu assiègent la ville. Le 16 juin est signée la paix d'Alès. Le temple est démoli en 1685, après la révocation de l'édit de Nantes. Les trois pasteurs d'Alès, le pasteur Coulan et les pasteurs Bouton, fils et père, sont arrêtés, puis parviennent à fuir clandestinement et se réfugient à Vevey, en Suisse.
En 1707, la confrérie de pénitents blancs construit sa chapelle à l'emplacement du temple. Les protestants vivent leur foi en clandestins, dans des cultes privés ou au Désert, aux assemblées des Cévennes.

### Rétablissement du culte
En 1781, plusieurs années avant l'édit de tolérance de Versailles de 1787, un registre officiel des délibérations du consistoire est dressé et régulièrement tenu. La Révolution française rend la liberté de culte. La loi du 18 août 1792 supprime les congrégations séculières, et la chapelle des Pénitents blancs est confisquée et vendue comme bien national.
Le 14 décembre 1792, le citoyen Teissier, négociant, rachète aux enchères la chapelle pour les protestants. Le pasteur est Jean Pierre Roche, consacré en 1759 et en poste à Alès de 1766 jusqu'à sa mort à 78 ans le 31 décembre 1813. En 1802, avec les articles organiques du Concordat, Alès est le chef lieu de l'Église consistoriale.

### Le troisième temple
Sous le Second Empire, avec le décret du 26 mars 1852, le statut des églises locales est reconnu, mais le synode n'est pas rétabli. Alès devient une paroisse dirigée par un conseil presbytéral élu au suffrage universel masculin. En 1865 est démoli le deuxième temple. Le 3 décembre 1868 est inauguré le temple actuel, de style néo-roman.
En 1905, la loi de séparation des Églises et de l'État entraîne la création d'associations cultuelles. Les protestants d'Alès se divisent en deux conseils presbytéraux de tendances opposées, entre orthodoxes-évangéliques rattachés à l'Union des Églises réformées évangéliques, et protestants libéraux rattachés à l'Union nationale des Églises réformées issue de l'assemblée de Jarnac. Un compromis est trouvé pour que le temple serve aux deux communautés.
En 1938, les Églises protestantes orthodoxes et libérales s'unissent dans le cadre de l'Église réformée de France qui devient l'Église protestante unie de France, en se réunissant avec l'Église luthérienne. La paroisse change aussi de nom et devient l’Église protestante unie du Bassin alésien.
Le 16 décembre 2000, le clocher reçoit deux nouvelles cloches, baptisées « David » et « Marie Durand ».

## Orgue
En 1993, un nouvel orgue est installé, réalisé par Gérald Guillemin. Il est composé de 22 jeux. L'organiste titulaire est Frédéric Muñoz,.